# Yonglong (sockenhuvudort i Kina, Jiangxi Sheng, lat 25,42, long 115,93)
Yonglong är en sockenhuvudort i Kina. Den ligger i provinsen Jiangxi, i den sydöstra delen av landet, omkring 360 kilometer söder om provinshuvudstaden Nanchang. Antalet invånare är 6 537. Befolkningen består av 3 150 kvinnor och 3 387 män. Barn under 15 år utgör 26,0 %, vuxna 15-64 år 64 %, och äldre över 65 år 8,0 %.
Runt Yonglong är det ganska tätbefolkat, med 120 invånare per kvadratkilometer. Närmaste större samhälle är Mazhou, 18,6 km nordväst om Yonglong. I omgivningarna runt Yonglong växer i huvudsak städsegrön lövskog.
Genomsnittlig årsnederbörd är 1 936 millimeter. Den regnigaste månaden är maj, med i genomsnitt 372 mm nederbörd, och den torraste är oktober, med 18 mm nederbörd.